# 格拉罕·莫里斯

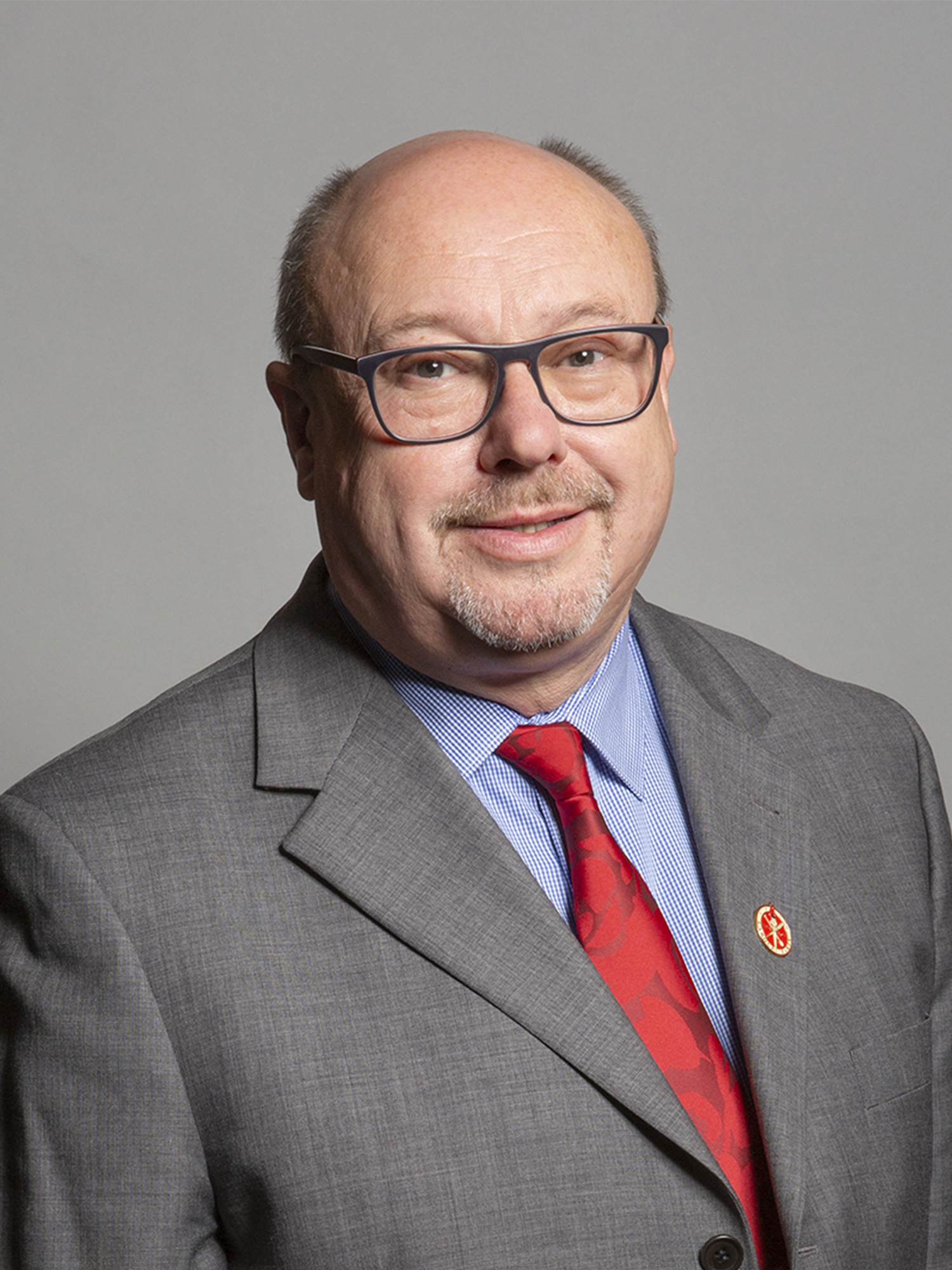

格拉罕·莫里斯（Grahame Morris，1961年3月13日—）是一位英格蘭政治人物，他的黨籍是工黨。自2010年開始，他擔任伊辛頓選區選出的英國下議院議員。他是2010年當選的工黨議員中少數有強烈左派立場的議員，也是2015年工黨黨魁選舉之中36位支持傑瑞米·柯賓的議員之一。